# Traute Carlsen
Gertrud Rosalie Kempner, bekend onder de artiestennaam Traute Carlsen (Dresden, 18 februari 1887 - Küsnacht, 27 november 1968), was een Duitse joodse actrice die vanaf 1935 in Zwitserland actief was.

## Biografie
Traute Carlsen was een dochter van Franz Kempner en van Elisabeth Junge. Ze was gehuwd met de Oostenrijkse acteur Karl Forest.
Carlsen volgde muziekstudies in Berlijn, Mannheim en Wenen. Ze was joodse en na de opkomst van de nazi's in Duitsland in 1933 emigreerde ze in 1935 naar Zwitserland. Tot 1968 zou ze er optreden in het Schauspielhaus in Zürich, waar ze meer dan 200 rollen vertolkte, hoofd en bijrollen uit werken gaande van William Shakespeare tot Bertolt Brecht. In 1967 was ze de eerste laureate van de gouden pin van dit theater. Daarnaast vertolkte ze verschillende rollen in zowel films, radiospelen als in cabaretvoorstellingen, waaronder belangrijke rollen in films zoals Wie d'Warret würkt (1933), Der achti Schwizer (1940), Matura-Reise (1942), Heidi (1952), Heidi und Peter (1954), Die Zürcher Verlobung (1957) en Es geschah am hellichten Tag (1958).

## Onderscheidingen
- In 1959 won ze de Hans-Reinhartring.

## Hoorspelen
- 1957: Passagiere – Regie: Gert Westphal
- 1960: Maigret und die Bohnenstange (naar Georges Simenon) – Regie: Gert Westphal
- 1964: Die Großmutter (naar Georges Simenon) – Regie: Gert Westphal